# 男女共同参画週間
男女共同参画週間（だんじょきょうどうさんかくしゅうかん）とは、日本で男女共同参画社会基本法の目的及び基本理念に関する国民の理解を深めるために設けられた週間。

## 歴史
2000年12月26日に男女共同参画推進本部により毎年6月23日から6月29日までの1週間と決定された。これは男女共同参画社会基本法成立の日付（1999年6月23日）を起点とした1週間である。この週間に、地方公共団体、女性団体その他の関係団体の協力の下に、男女共同参画社会の形成の促進を図る各種行事等を全国的に実施することとされている。
前身は、2000年（平成12年）まで実施された女性週間（1997年までの名称は婦人週間）である。女性問題の傾向が「男女平等」「女性の地位向上」から「男女共同参画」に移ったため、男女共同参画社会基本法の制定を機に体裁を改めたものである。